# ELO's Greatest Hits
ELO's Greatest Hits es un álbum recopilatorio del grupo británico Electric Light Orchestra, publicado por la compañía discográfica Jet Records en noviembre de 1979. 
El recopilatorio incluyó unas notas escritas por Jeff Lynne, líder y cofundador del grupo, describiendo el periodo entre 1973 y 1978 y la grabación de cada una de las canciones. El álbum alcanzó el puesto dos en la lista de discos más vendidos de Nueva Zelanda y el siete en la lista británica UK Albums Chart, país donde fue certificado como disco de platino.

## Lista de canciones
Todas las canciones escritas y compuestas por Jeff Lynne. 
| Cara A |                               |          |  |
| N.º    | Título                        | Duración |  |
| 1.     | «Evil Woman»                  | 4:10     |  |
| 2.     | «Livin' Thing»                | 3:31     |  |
| 3.     | «Can't Get It Out of My Head» | 4:22     |  |
| 4.     | «Showdown»                    | 3:51     |  |
| 5.     | «Turn to Stone»               | 3:48     |  |
| 6.     | «Rockaria!»                   | 3:12     |  |

| Cara B |                       |          |  |
| N.º    | Título                | Duración |  |
| 1.     | «Sweet Talkin' Woman» | 3:47     |  |
| 2.     | «Telephone Line»      | 4:37     |  |
| 3.     | «Ma-Ma-Ma Belle»      | 3:35     |  |
| 4.     | «Strange Magic»       | 4:07     |  |
| 5.     | «Mr. Blue Sky»        | 5:05     |  |

## Personal
- Jeff Lynne: voz y guitarra
- Bev Bevan: batería y percusión
- Richard Tandy: teclados
- Mike de Albuquerque: bajo (hasta 1974)
- Kelly Groucutt: bajo y coros (de 1974 en adelante)
- Mik Kaminski: violín
- Mike Edwards: chelo (hasta 1974)
- Melvyn Gale: chelo (de 1974 en adelante)
- Hugh McDowell: chelo
- Wilfred Gibson: violín ("Showdown", "Ma-Ma-Ma Belle")
- Colin Walker: chelo ("Showdown", "Ma-Ma-Ma Belle")
- Marc Bolan: guitarra en "Ma-Ma-Ma Belle"

## Posición en listas
| País           | Lista                    | Posición |
| -------------- | ------------------------ | -------- |
| Austria        | Ö3 Austria Top 40        | 17       |
| Estados Unidos | Billboard 200            | 30       |
| Noruega        | Top 40 albums            | 13       |
| Nueva Zelanda  | New Zealand Albums Chart | 2        |
| Reino Unido    | UK Albums Chart          | 7        |

## Certificaciones
| Fecha                  | País           | Organismo certificador | Certificación | Ventas certificadas |
| ---------------------- | -------------- | ---------------------- | ------------- | ------------------- |
| 25 de julio de 2000    | Estados Unidos | RIAA                   | Platino (x4)  | 4 000               |
| 17 de junio de 1981    | Reino Unido    | BPI                    | Oro           | 50 000              |
| 1 de diciembre de 1979 | Canadá         | CRIA                   | Platino       | 100 000             |